# 阿劳卡省
阿劳卡省是位于哥伦比亚北部内陆地区的一个省，首府阿劳卡，2018年人口为27万。